# تیم عبدالله‌خان
تیم عبدالله خان (تیم یا تیمچه به معنی بازار و کاروانسرا) که به گنبد بازرگانی عبدالله‌خان نیز نامـــوَر است، یک بازار سنتی سرپوشیده در میانهٔ تاریخی شهر بخارا در ازبکستان است.
این کاروانسرا در سده ۱۶ یا دقیق‌تر در سال ۱۵۷۷، در زمان فرمانروایی رسمی اسکندرخان از دودمان شیبانی ساخته شد. فرمانروای راستین خانات بخارا در آن زمان پسرش عبدالله‌خان دوم بود.
این تیمچه یکی از چندین بازار سرپوشیدهٔ بخارا است. ناهمسانی اصلی تیم عبدالله‌خان با دیگر بازارهای سرپوشیدهٔ شهر در اینستکه جایی کاملاً بسته و دارای دروازه است.
تا میانه‌های سده ۲۰ در جایگاه یک بازار معمولی کارکرد داشت که در آن ابزار و نیازمندی‌های روزمره به فروش می‌رسید و یکی از اصلی‌ترین بازارهای سرپوشیدهٔ بخارا بود.
سازهٔ بازار سرپوشیده به سبک سنتی ایرانی ساخته شده‌است و هیچ ناهمسانی‌ای با بازارهای سنتی سرپوشیدهٔ همانند، در شهرهای باستانی ایران مانند تهران، اصفهان، شیراز، تبریز یا مشهد ندارد.
نام تیم عبدالله‌‎خان از زبان مردم بخارا که فارسی است گرفته‌شده و به معنی کاروانسرای عبدالله‌خان می‌باشد.
در چند سدهٔ نخست پایه‌گذاری این بازار بیشتر، پارچه (ابریشم، پشم، پنبه، کتان و غیره) و فرش بخارا و نیز فرش‌هایی که از کشورهای همسایه مانند خانات خوارزم، خوقند، ایران و افغانستان آورده و فروخته می‌شد.
امروزه، تیم عبدالله‌خان یک جاذبهٔ همه‌پسند است که در آن بیشتر، مغازه‌های سوغات و مغازه‌هایی هست که کالاهای کهن، سوغات،  ظرف، رخت، سکه، گوهر، تندیس، قالی، کتاب، ساز، نقاشی و... می‌فروشند.
سازهٔ بازار در میانهٔ تاریخی شهر بخارا، در خیابان حقیقت، کنار مدرسهٔ عبدالعزیز خان، در ۵۰ متری خاور پای کلان جای دارد. آذین‌ها و نوشته‌های کنده‌کاری‌شده بیرونی سازه تا به امروز بجا نمانده‌است. ساختمان چهارگوش است.
در بالای سازه، در میانه، گنبدی بلند به کلُفتی ۱۰ متر جای دارد. پیرامون گنبد بزرگ گنبدهای کوچک‌تری جای دارد. تیم، دارای یک درآیگاه از گوشهٔ باختری ساختمان است. نور از سوراخ های کوچک کمربند گنبد درون ساختمان می‌آید.
همراه با دیگر آثار معماری، باستان‌شناسی، دینی و فرهنگی بخارا، با نام  «میانهٔ تاریخی بخارا» در فهرست میراث جهانی یونسکو گنجانده شده‌است.

## بن‌مایه
- همکاری‌کنندگان ویکی‌پدیا، «Тим Абдулла-хана»، ویکی‌پدیای روسی، دانشنامهٔ آزاد (بازیابی ۰۹ دی ۱۴۰۰)